# Ончыко
«Ончыко» (укр. «Уперед») — літературний та суспільно-політичний часопис марійською мовою. Видається з 1926 року. Часопис неодноразово змінював свою назву («У вий», «Пиалан илыш», «Родина верч», «Марий альманах»). У радянський період — один з органів друку Спілки письменників РРФСР.
На сторінках журналу публікуються поетичні, прозові та драматургічні твори марійських письменників, мемуари видатних діячів культури, статті марійських вчених та мистецтвознавців, критика, тексти та ноти пісень марійських композиторів. Журнал має постійних читачів у Республіці Марій Ел та регіонах компактного проживання народу марі за межами республіки.

## Історія
Засновниками журналу є працівники газети «Йошкар кече» С. Елнет, М. Шкетан, П. Ланов та Е. Савінов.
31 липня 1926 року замість чергового номера газети «Йошкар кече» вийшов перший номер журналу «У вий». Передплатники газети отримали номер безкоштовно, у цьому номері обсягом 20 сторінок і тиражем 1550 екземплярів були надруковані оповідання М. Шкетана, Е. Савінова, Р. Онара, вірші М. Мухіна, П. Ланова, З. Елнета та кілька народних пісень.
У 1936 році журнал був перетворений в альманах «Пиалан илыш», у 1941 році став виходити під назвою «Родина верч», а з 1946 року — «Марий альманах», потім з 1949 року — знову «Пиалан илыш».
Починаючи з 1954 року, видається під назвою «Ончыко».
До 2006 року за 80-річну історію журналу було випущено 520 номерів.

## Головні редактори
- 1954 — 1961 — Василь Юксерн
- 1961—1972 — О. Асилбаєв
- 1972—1974 — Валентин Колумб
- 1975—1984 — Семен Ніколаєв
- 1984—1988 — Олександр Юзикайн
- 1988—2017 — О. Тиміркаєв
- 2017 — по цей час — Ігор Попов[2]

## Нагороди
- 4 січня 1987 року журнал був нагороджений орденом «Знак Пошани».